# Ala III Asturum
Die Ala III Asturum [civium Romanorum] [pia fidelis] (deutsch 3. Ala der Asturer [der römischen Bürger] [loyal und treu]) war eine römische Auxiliareinheit. Sie ist durch Militärdiplome und Inschriften belegt.

## Namensbestandteile
- Ala: Die Ala war eine Reitereinheit der Auxiliartruppen in der römischen Armee.

- III: Die römische Zahl steht für die Ordnungszahl die dritte (lateinisch tertia). Daher wird der Name dieser Militäreinheit als Ala tertia .. ausgesprochen.

- Asturum: der Asturer. Die Soldaten der Ala wurden bei Aufstellung der Einheit aus dem Volk der Asturer auf dem Gebiet des conventus Asturum (mit der Hauptstadt Asturica Augusta) rekrutiert.[1]

- civium Romanorum: der römischen Bürger bzw. mit römischem Bürgerrecht. Den Soldaten der Einheit war das römische Bürgerrecht zu einem bestimmten Zeitpunkt verliehen worden. Für Soldaten, die nach diesem Zeitpunkt in die Einheit aufgenommen wurden, galt dies aber nicht. Sie erhielten das römische Bürgerrecht erst mit ihrem ehrenvollen Abschied (Honesta missio) nach 25 Dienstjahren. Der Zusatz kommt in Militärdiplomen von 109 bis 162/203 n. Chr. vor.

- pia fidelis: loyal und treu. Der Zusatz kommt in Militärdiplomen von 109 bis 153 n. Chr. vor.

Da es keine Hinweise auf den Namenszusatz milliaria (1000 Mann) gibt, war die Einheit eine Ala quingenaria. Die Sollstärke der Ala lag bei 480 Mann, bestehend aus 16 Turmae mit jeweils 30 Reitern.

## Geschichte
Die Ala wurde vermutlich unter Augustus aufgestellt und war wohl zunächst in Hispania stationiert. Zu einem unbestimmten Zeitpunkt vor 88 n. Chr. wurde die Einheit in die Provinz Mauretania Tingitana verlegt. Der erste Nachweis in der Provinz Mauretania Tingitana beruht auf einem Militärdiplom, das auf 88 datiert ist. In dem Diplom wird die Ala als Teil der Truppen (siehe Römische Streitkräfte in Mauretania) aufgeführt, die in der Provinz stationiert waren. Weitere Diplome, die auf 104 bis 162/203 datiert sind, belegen die Einheit in derselben Provinz.
Möglicherweise wurde die Ala im Jahr 88 nach Germania verlegt. Es ist auch denkbar, dass sie um 101/102 am ersten Dakerkrieg Trajans teilnahm.
Der letzte Nachweis der Ala beruht auf der Inschrift (AE 1991, 1743), die auf 210 datiert ist.

## Standorte
Standorte der Ala in Mauretania Tingitana waren möglicherweise:
- Thamusida

## Angehörige der Ala
Folgende Angehörige der Ala sind bekannt:

### Kommandeure
| - [?]: er wird auf einem Diplom von 104 (ZPE-219-248) als Kommandeur genannt. | - [] Iulius Festus, ein Präfekt (AE 1975, 408) |

### Sonstige
| - [?], ein Sesquiplicarius: eines der Diplome von 104 (ZPE-219-248) wurde für ihn ausgestellt. - Elaesus, ein Reiter (CIL 02-14, 348) - M(arcus) Ulpius Telesp(h)orus, ein Medicus (CIL 11, 3007) | - Naso, ein Decurio (CIL 02-14, 348) - Val(erius) Ma[]tius, ein Decurio (um 210) (AE 1991, 1743) - Vols(ienus), ein Veteran und ehemaliger Decurio (AE 1953, 41) |